# 川辺堀之内
川辺堀之内（かわべほりのうち）は、東京都日野市の大字。

## 地理
日野市の地理的中央部、浅川北岸に位置する。

### 隣接地区
市内
下記テンプレートを参照

### 河川
- 一級河川
  - 浅川 - 地内南部を東流する。

- 用水路
  - 豊田用水
  - 上田用水
  - 黒川用水

## 世帯数と人口
2025年（令和7年）8月1日現在（日野市発表）の世帯数と人口は以下の通りである。
- 世帯数 : 741世帯
- 人口 : 1,876人

### 人口の変遷
国勢調査による人口の推移。
| 年                 | 人口  |
| ------------------ | ----- |
| 1995年（平成7年）  | 1,124 |
| 2000年（平成12年） | 1,109 |
| 2005年（平成17年） | 1,065 |
| 2010年（平成22年） | 1,071 |
| 2015年（平成27年） | 1,337 |
| 2020年（令和2年）  | 1,669 |

### 世帯数の変遷
国勢調査による世帯数の推移。
| 年                 | 世帯数 |
| ------------------ | ------ |
| 1995年（平成7年）  | 362    |
| 2000年（平成12年） | 380    |
| 2005年（平成17年） | 382    |
| 2010年（平成22年） | 418    |
| 2015年（平成27年） | 503    |
| 2020年（令和2年）  | 640    |

## 学区
市立小・中学校に通う場合、学区は以下の通りとなる（2023年10月時点）。
| 番地                    | 小学校                 | 中学校                 |
| ----------------------- | ---------------------- | ---------------------- |
| 210〜390番地            | 日野市立日野第一小学校 | 日野市立日野第一中学校 |
| 1〜209番地 475〜673番地 | 日野市立豊田小学校     | 日野市立七生中学校     |

## 交通
地域内に鉄道は通っていない。

### バス
- 日野市ミニバス
  - 川辺堀之内路線

### 道路
- 国道20号（日野バイパス）
- 東京都道159号豊田高幡線

## 事業所
2021年（令和3年）現在の経済センサス調査による事業所数と従業員数は以下の通りである。
| 大字       | 事業所数 | 従業員数 |
| ---------- | -------- | -------- |
| 川辺堀之内 | 23事業所 | 179人    |

### 事業者数の変遷
経済センサスによる事業所数の推移。
| 年                 | 事業者数 |
| ------------------ | -------- |
| 2016年（平成28年） | 24       |
| 2021年（令和3年）  | 23       |

### 従業員数の変遷
経済センサスによる従業員数の推移。
| 年                 | 従業員数 |
| ------------------ | -------- |
| 2016年（平成28年） | 182      |
| 2021年（令和3年）  | 179      |

## 施設

### 商業
- その他
  - 角上魚類日野店
  - 日進レンタカー日野営業所

### 諸施設
- 日野市民プール（外部リンク）

- 公園
  - 駒形公園

- 宗教施設
  - 延命寺
  - 日枝神社
- 史跡
- 川辺堀之内城

## ギャラリー

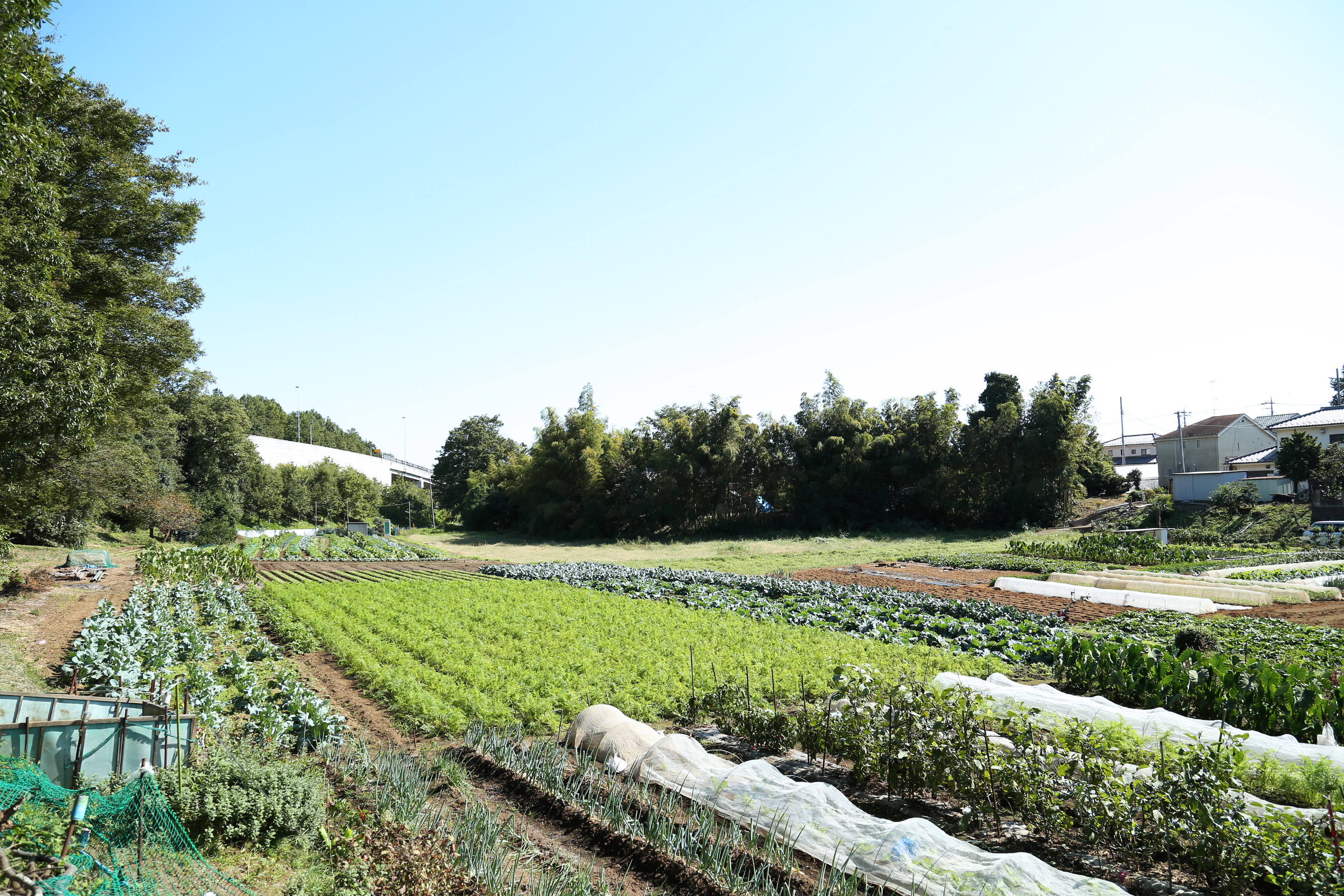
日野バイパスにも近い黒川用水流域 ※ この畑地は区画整理により現存しない
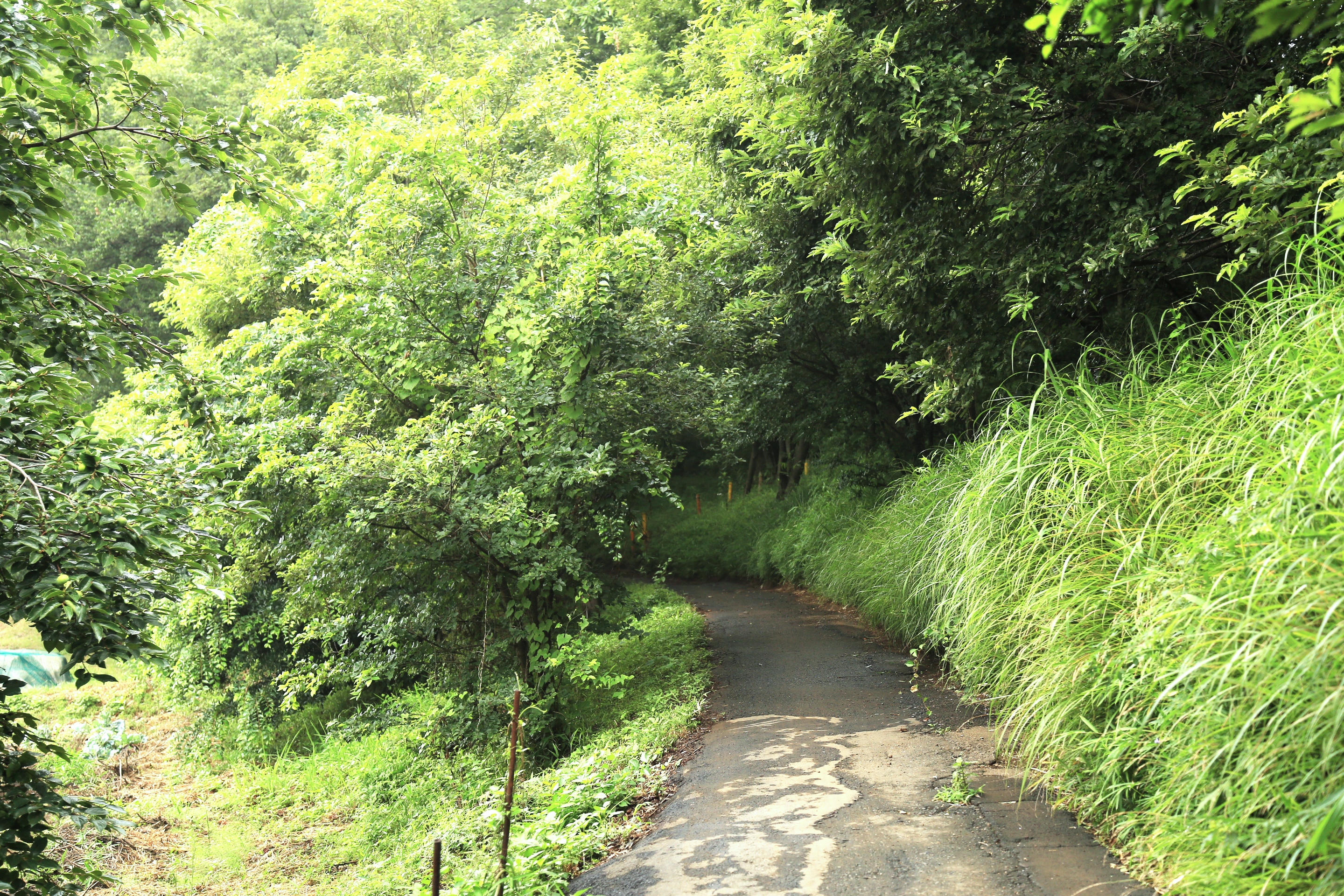
冒頭画像とほぼ同一点で2013年7月に撮影

## その他

### 日本郵便
- 郵便番号 : 191-0015[3]（集配局 : 日野郵便局[14]）。